# Irena Perszko
Irena Perszko, ukr.  Ірина Олександрівна Першко (ur. w 1978) – ukraińska biolog i działaczka polskiej mniejszości narodowej na Żytomierszczyźnie. 

## Życie i działalność
Jest absolwentką wydziału przyrodniczego Żytomierskiego Uniwersytetu Państwowego im. Iwana Franki. W 2006 roku obroniła doktorat w Instytucie Zoologii Ukraińskiej Akademii Nauk. Jest wykładowcą i pracownikiem naukowym zakładu botaniki, ochrony zasobów biologicznych i bioróżnorodności na macierzystej uczelni. Autorka 33 publikacji naukowych.
Od 2000 roku jest zaangażowana w działalność w środowisku polskim. Działała w Polskim Towarzystwie Naukowym w Żytomierzu. Jest także współzałożycielką i pierwszym prezesem (2010-2012) Studenckiego Klubu Polskiego w Żytomierzu. Od 2011 roku pełni funkcję dyrektora Domu Polskiego w Żytomierzu. Była także redaktorem naczelnym wydawanej w Żytomierzu Gazety Polskiej.